# برایان لوپز
برایان لوپز (انگلیسی: Brian López؛ زادهٔ ۲۰ نوامبر ۱۹۹۹) بازیکن فوتبال اهل اسپانیا است.
وی همچنین در تیم‌های ملی فوتبال جمهوری دومینیکن بازی کرده‌است.